# مالوت
مالوت (به انگلیسی: Malout) یک منطقهٔ مسکونی در هند است که در بخش سری مکتسر صاحب واقع شده‌است. مالوت ۸۱٬۴۰۶ نفر جمعیت دارد.